# Ce Ácatl Topiltzin Quetzalcóatl
Ce Ácatl Topiltzin Quetzalcóatl foi uma figura mitológica de Anahuac, México.
Ele criou um reino de paz, sabedoria e proliferação artística. A polêmica de seu reinado o obrigou a partir para o leste, mais segundo as fontes de Chimalpahin, Motolinia, Ixtlilxochitl e o Codex Ríos, ele prometeu voltar.